# Exophiala dermatitidis
Exophiala dermatitidis (лат.) — термофильные чёрные дрожжи из семейства Herpotrichiellaceae. В то время как этот вид встречается в природе в небольшом количестве, метаболически активные штаммы обычно выделяются в саунах, паровых банях и посудомоечных машинах. Exophiala dermatitidis редко вызывает инфекцию у людей, однако о случаях заболевания сообщалось во всем мире. В Восточной Азии этот вид вызывает смертельные инфекции головного мозга у молодых и в остальном здоровых людей. Грибок, как известно, вызывает кожный и подкожный феогифомикоз.

## Описание
Exophiala dermatitidis образует медленнорастущие колонии коричневого или чёрного цвета.

## Синонимы
В синонимику вида входят следующие биномены:
- Hormiscium dermatitidis Kano, 1934[9]
- Hormodendrum dermatitidis (Kano) Conant, 1954[10]
- Fonsecaea dermatitidis (Kano) Carrion, 1950[11]
- Phialophora dermatitidis (Kano) C.W. Emmons, 1963[12]
- Rhinocladiella dermatitidis Schol-Schwarz, 1968[13]
- Wangiella dermatitidis (Kano) McGinnis, 1977[14]